# Chlorophytum dolichocarpum
Chlorophytum dolichocarpum är en sparrisväxtart som beskrevs av Michio Tamura. Chlorophytum dolichocarpum ingår i släktet ampelliljor, och familjen sparrisväxter. Inga underarter finns listade i Catalogue of Life.